# Betânia
Pour les articles homonymes, voir Betania et Betânia (film).
Betânia est une municipalité brésilienne située dans l'État du Pernambouc.